# Juan Vilanova y Piera
Juan Vilanova y Piera (València, 1821 - Madrid, 7 de juny de 1893) fou un geòleg i paleontòleg valencià. Va ser un referent de la paleontologia, la geologia i la prehistòria en la segona meitat del segle xix, una de les màximes autoritats en aquestes disciplines a Espanya, i es va obstinar a incorporar la ciència espanyola a l'estat de recerca europea.

## Biografia
Va néixer a València el 1821. Fill de Vicente Vilanova Miralles i Teresa Piera Minguet. Va estudiar en la Universitat de València, Medicina i Ciències. Deixeble del professor Donato García, va ser catedràtic de Geologia i Paleontologia a la Universitat Central de Madrid, i va viatjar arreu d'Europa reunint diverses col·leccions fòssils i mineralògiques per al Museu d'Història Natural de Madrid. La seva vida va córrer paral·lela al desenvolupament de la geologia a Espanya.
Va aconseguir una plaça de catedràtic d'Història Natural en la Universitat d'Oviedo i després de viatjar a París, on va residir quatre anys, i de realitzar diversos viatges per Europa en els quals va reunir una col·lecció de minerals i fòssils que van acabar al Museu d'Història Natural madrileny, va ser nomenat, el 1852, catedràtic de Geologia i Paleontologia a la Universitat de Madrid. Després de separar les dues especialitats, Vilanova conservà la de Paleontologia, que va mantenir fins a la seva jubilació.
Va treballar juntament amb Antonio Orio, de mineralogia, José María Solano, de geologia, i Francisco Quiroga de cristal·lografia, amb qui va formar el nucli de les disciplines d'estudi de la Terra en aquesta universitat.
El 1867, proposà la realització de Congressos Geològics Internacionals, donant mostres de la seva activitat de recerca i en contacte continu amb els seus col·legues internacionals.
Va participar en la Comissió del mapa geològic, i posteriorment en la Junta Nacional d'Estadística (organisme que la va substituir), on va col·laborar com a vocal per les províncies de Castelló i València. Aquesta és una obra de gran transcendència per a l'estudi i explotació del sòl.
Va formar part del grup fundacional de la Societat Espanyola d'Història Natural el 1871, en la qual va participar molt activament i en fou president el 1878. Són rellevants les edicions dels Anales de la Sociedad. A més va ser membre de la Reial Acadèmia de Ciències Exactes, Físiques i Naturals des del 1874.
Entre altres fets notables de la seva prolífica carrera hi ha la primera descripció de la troballa d'un dinosaure a Espanya (restes d'iguanodont a Utrillas, Terol i Morella, Castelló), i la defensa de l'autenticitat de les pintures rupestres de la cova d'Altamira, en contra de l'opinió generalitzada que es va resistir tenaçment a considerar-les com a tals. Va descobrir importants jaciments, com ara la cova del Parpalló i la Cova Negra. Juan Vilanova va morir a Madrid el 1893.

Quant a les teories de l'origen de la vida a la Terra, Vilanova era creacionista, però no rebutjava les noves teories que anaven sorgint. Així i tot, es va mantenir en contra de les idees evolucionistes de Darwin i Huxley. Com ell mateix deia: 
| « | Convé tenir present que Moisès no es va proposar donar en el Gènesi un tractat de geologia ni de cap altra ciència, sinó més aviat fer comprendre als hebreus la grandesa i omnipotència del Déu Creador, i evitar d'aquesta manera que caiguessin en la idolatria; la qual cosa era més fàcil d'aconseguir dient la sola paraula de Déu “Fiat lux” ('que hi hagi la llum'), que si els hagués donat un tractat d'òptica. | » |

## Obres
- Origen, Naturaleza y Antigüedad del hombre (1872) sobre prehistòria
- La Creación. Historia Natural, Barcelona: Montaner y Simón, 1872-1876. Inclou un extens pròleg on exposa la teoria de Charles Darwin anys abans de la publicació a Espanya de L'origen de les espècies.
- Atlas Geográfico Universal, Madrid: Astort Hermanos, 1877
- Compendio de Geología, Madrid: Imprenta de Alejandro Gómez Fuentenebro, 1872. Dividit en quatre parts i on toca qüestions generals de petrografia, mineralogia, estratigrafia i paleontologia amb nombroses làmines.